# Valdresflya

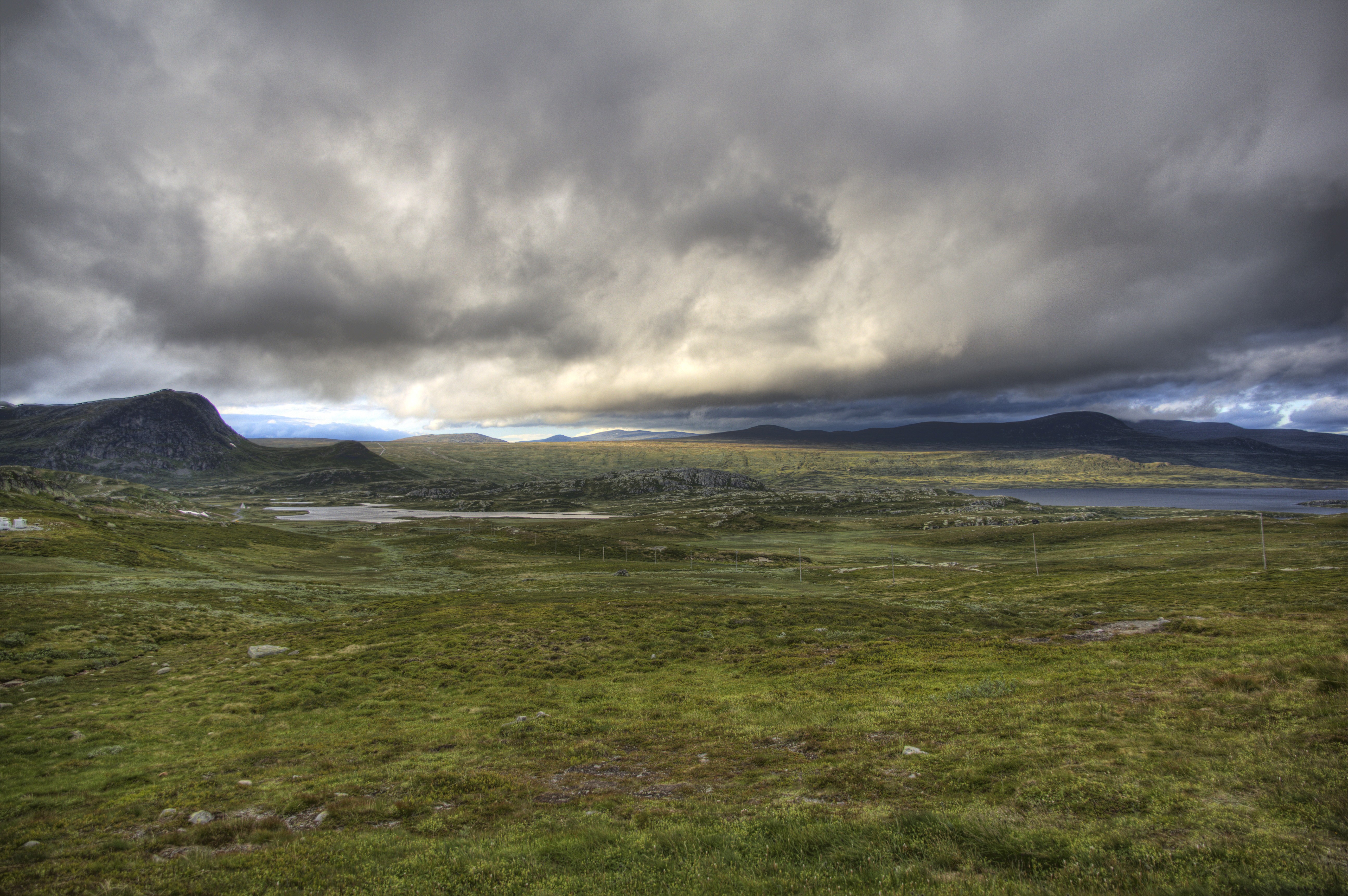

Valdresflya (anche Valdresflye o Valdresflyi) è un altopiano norvegese situato nel comune di Øystre Slidre, nella contea di Innlandet. Si trova a est dello Jotunheimen.

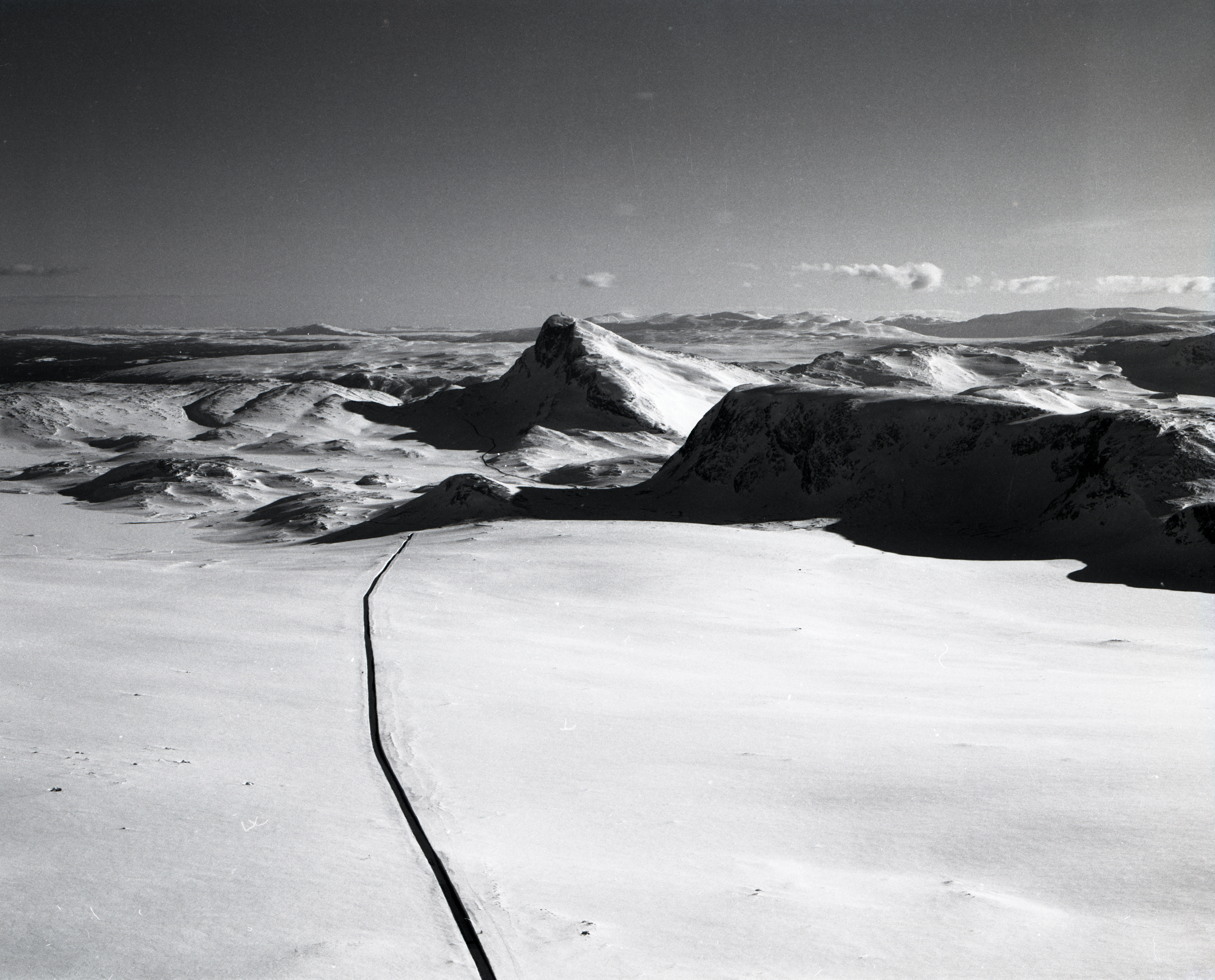

L'altopiano è una zona di passaggio molto frequentata, in quanto attraversata dalla strada provinciale Fylkesvei 51 in senso nord-sud. Il punto più alto raggiunto dalla strada è di 1389 metri sul livello del mare, rendendo questa tratta la più elevata di Norvegia dopo quella del Sognefjellet (1434 m). Dal 15 dicembre al 1 aprile questa strada viene chiusa al traffico. Durante la stagione primaverile, viene chiusa ogni giorno dalle 20.00 alle 8.00.